# Kirkwood (Californie)
Pour les articles homonymes, voir Kirkwood.
Kirkwood est une census-designated place de Californie dans les comtés d'Alpine et Amador. Sa population était de 158 habitants selon le recensement de 2010.
Son centre d'intérêt touristique principal est son domaine skiable.
Kirkwood est accessible par la California State Route 88 (en).

## Démographie
| Groupe            | Kirkwood | Californie | États-Unis |
| ----------------- | -------- | ---------- | ---------- |
| Blancs            | 96,8     | 57,6       | 72,4       |
| Amérindiens       | 2,5      | 1,0        | 0,9        |
| Asiatiques        | 0,6      | 13,1       | 4,8        |
| Autres            | 0        | 28,3       | 21,9       |
| Total             | 100      | 100        | 100        |
|                   |          |            |            |
| Latino-Américains | 3,8      | 37,6       | 16,7       |

Selon l'American Community Survey pour la période 2010-2014, 76,0 % de la population âgée de plus de 5 ans déclare parler l'anglais à la maison, 13,33 % déclare parler le vietnamien, 6,67 % le français et 4,40 % l'espagnol.
| 2000 | 2010 | - | - | - | - |
| ---- | ---- | - | - | - | - |
| 215  | 158  | - | - | - | - |